# Platte Woods
Platte Woods es una ciudad ubicada en el condado de Platte en el estado estadounidense de Misuri. En el Censo de 2010 tenía una población de 385 habitantes y una densidad poblacional de 399,59 personas por km².

## Geografía
Platte Woods se encuentra ubicada en las coordenadas 39°13′44″N 94°39′8″O / 39.22889, -94.65222. Según la Oficina del Censo de los Estados Unidos, Platte Woods tiene una superficie total de 0.96 km², de la cual 0.96 km² corresponden a tierra firme y (0%) 0 km² es agua.

## Demografía
Según el censo de 2010, había 385 personas residiendo en Platte Woods. La densidad de población era de 399,59 hab./km². De los 385 habitantes, Platte Woods estaba compuesto por el 95.06% blancos, el 0.52% eran afroamericanos, el 0.52% eran amerindios, el 2.08% eran asiáticos, el 0% eran isleños del Pacífico, el 0% eran de otras razas y el 1.82% pertenecían a dos o más razas. Del total de la población el 3.64% eran hispanos o latinos de cualquier raza.